# Campionato mondiale di hockey su prato femminile
Il Campionato mondiale di hockey su prato femminile (Women's Hockey World Cup) è una manifestazione internazionale di hockey su prato organizzata dalla FIH (International Hockey Federation), che si tiene con cadenza quadriennale dal 1974.

## Edizioni
| 1974 | Mandelieu, Francia                          | Paesi Bassi    | 1–0 dopo tempo supplementare    | Argentina      | Germania Ovest   | 2–0                             | India          |
| 1976 | Berlino, Germania Ovest                     | Germania Ovest | 2–0                             | Argentina      | Paesi Bassi      | 1–0                             | Belgio         |
| 1978 | Madrid, Spagna                              | Paesi Bassi    | 2–1                             | Germania Ovest | Belgio           | 0–0 (3–2) dopo i tiri di rigore | Argentina      |
| 1981 | Buenos Aires, Argentina                     | Germania Ovest | 1–1 (3–1) dopo i tiri di rigore | Paesi Bassi    | Unione Sovietica | 5–1                             | Australia      |
| 1983 | Kuala Lumpur, Malaysia                      | Paesi Bassi    | 4–2                             | Canada         | Australia        | 3–1                             | Germania Ovest |
| 1986 | Amstelveen, Paesi Bassi                     | Paesi Bassi    | 3–0                             | Germania Ovest | Canada           | 3–2 dopo tempi supplementari    | Nuova Zelanda  |
| 1990 | Sydney, Australia                           | Paesi Bassi    | 3–1                             | Australia      | Corea del Sud    | 3–2                             | Inghilterra    |
| 1994 | Dublino, Irlanda                            | Australia      | 2–0                             | Argentina      | Stati Uniti      | 2–1                             | Germania       |
| 1998 | Utrecht, Paesi Bassi                        | Australia      | 3–2                             | Paesi Bassi    | Germania         | 3–2                             | Argentina      |
| 2002 | Perth, Australia                            | Argentina      | 1–1 (4–3) dopo i tiri di rigore | Paesi Bassi    | Cina             | 2–0                             | Australia      |
| 2006 | Madrid, Spagna                              | Paesi Bassi    | 3–1                             | Australia      | Argentina        | 5–0                             | Spagna         |
| 2010 | Rosario, Argentina                          | Argentina      | 3–1                             | Paesi Bassi    | Inghilterra      | 2–0                             | Germania       |
| 2014 | L'Aia, Paesi Bassi                          | Paesi Bassi    | 2–0                             | Australia      | Argentina        | 2–1                             | Stati Uniti    |
| 2018 | Londra, Inghilterra                         | Paesi Bassi    | 6–0                             | Irlanda        | Spagna           | 3–1                             | Australia      |
| 2022 | Terrassa, Spagna, e Amstelveen, Paesi Bassi | Paesi Bassi    | 3–1                             | Argentina      | Australia        | 2–1                             | Germania       |

## Medagliere
| Pos. | Paese            | Oro | Argento | Bronzo | Totale |
| ---- | ---------------- | --- | ------- | ------ | ------ |
| 1    | Paesi Bassi      | 9   | 4       | 1      | 14     |
| 2    | Argentina        | 2   | 4       | 3      | 9      |
| 3    | Australia        | 2   | 3       | 2      | 7      |
| 4    | Germania         | 2   | 2       | 2      | 6      |
| 5    | Canada           | 0   | 1       | 1      | 2      |
| 6    | Irlanda          | 0   | 1       | 0      | 1      |
| 7    | Belgio           | 0   | 0       | 1      | 1      |
| 7    | Stati Uniti      | 0   | 0       | 1      | 1      |
| 7    | Inghilterra      | 0   | 0       | 1      | 1      |
| 7    | Unione Sovietica | 0   | 0       | 1      | 1      |
| 7    | Corea del Sud    | 0   | 0       | 1      | 1      |
| 7    | Cina             | 0   | 0       | 1      | 1      |
| 7    | Spagna           | 0   | 0       | 1      | 1      |